# 사와지리 에리카
사와지리 에리카(沢尻 エリカ, 1986년 4월 8일 ~ )는 일본의 배우, 가수이다. 도쿄도 출신. 스페인에 소재하는 개인 사무소, L extra tele Tre 소속. 에이벡스 뱅가드와 업무 제휴. 가수로서는, "Kaoru Amane", "ERIKA" 명의로 CD를 발매했다.
2019년에 마약 소지와 투약 관련 건으로 법원에서 집행유예를 선고 받은 후 연예계를 사실상 은퇴했다.

## 내력

### 성장
- 아버지가 일본인, 어머니가 알제리계 프랑스인(알제리에서 태어나고 프랑스에서 자란 베르베르인)의 혼혈.
- 이름 “에리카(エリカ)”는 진달래과의 에리카속에서 따왔다.
- 어린 시절 승마와  댄스, 피아노를 배우고 있었다. 아버지가 경주마를 수십 마리 소유하는 등 어린 시절은 비교적 부유한 가정에서 성장했지만 중학교 때 아버지가 지병으로 사망. 이후 둘째 오빠가 교통 사고로 사망하는 연이은 불행을 겪었다.

### 데뷔·모델 시절
- 초등학교 6학년 때에 연예계 데뷔[주 1]. 첫 일은, 《리본》의 현상 페이지 모델. 그 후 《니콜라》의 모델이 되었다.

### 배우·가수 활동
- 2002년 《후지 TV 비주얼 퀸 오브 더 이어 2002》에 선출.
- 2003년 TBS 계열 《핫 맨》으로 연속 TV 드라마 첫 출연.
- 2004년 영화 《문제없는 우리》로 준주연을 맡아, 영화 첫 출연.
- 2005년 영화 《박치기!》에서 연기한 리경자 역이 높이 평가되어, 수많은 영화상·신인상을 수상했다.
  - 사와지리는 《박치기!》에 대해서 “영화이지만 영화가 아니다. 그런 사실을 전하는 최고의 교과서같은 것”이라며, “이 영화를 통해서 여배우로서 얻은 것도 많고, 결과가 어떻든 일에 부딪쳐 가는 것에 의미가 있다”라고 발언했다.
- 2005년 후지 TV 계열 《1리터의 눈물》에서의 연기가 높게 평가되어, 2006년 엘란도르상 신인상과, 제43회 골든 애로상 신인상을 수상했다.
- 2006년 TBS 계열 《태양의 노래》에서 연기한 “Kaoru Amane” 명의로 가수 데뷔.
  - 오리콘 차트에서 2주에 걸쳐서 제1위를 획득해, 여성 아티스트의 데뷔작 최고 초동 매상(초동 15만매), 여성 아티스트의 데뷔 싱글로서, 사상 처음으로 첫 등장부터 5주 연속 TOP3 진입 등을 기록했다(오리콘).
  - 2nd 싱글 〈FREE〉도 전작에 이어, 오리콘 싱글 차트에서 1위를 획득. 여성 가수에서 데뷔부터 2작 연속 선두 획득은, 야쿠시마루 히로코의 80년대 히트곡 〈세라복과 기관총〉, 〈탐정 이야기〉 이래, 24년 1개월만이다.
- 2006년 《슈가&스파이스 풍미절가》 《유실물》 《천사의 알》 《편지》 등, 주연을 맡은 영화 5편이 개봉되었다.
- 2007년 9월 29일 자신이 주연을 맡은 영화 《클로즈드 노트》의 무대 인사에서 불쾌해 보이는 행동을 해, 세간·언론 등으로부터 비난을 받는다[주 2].
- 2007년 10월 2일에는 이 건에 관해서 공식 페이지에 본인 명의로 사죄해, 그 후 텔레비전 프로그램 출연 시 인터뷰에서도 눈물을 머금고 사죄했으나, 2010년 CNN GO의 영어 인터뷰에서 『그건 아니었어요. 전 사무소가 사죄하지 않으면 안 된다고 말했지만, 계속 거절하고 있었어요. 절대 하고싶지 않았다. 이게 내 방식이니까, 라고. 결국 제가 꺾여서. 그렇지만 아니었어요』라고 고백했다[1].
- 2009년 9월 30일자로 스타더스트 프로모션과의 전속 계약이 해소되어, 연예 활동을 휴지.
- 2010년 타카노 유리 뷰티 클리닉의 TV CM과 거대 광고가 화제 되었다.
- 2012년에는 배우 복귀작이 된 주연 영화 《헬터 스켈터》가 개봉되어, 흥행 수입 20억엔을 돌파하는 대히트가 된 밖에, 아시아 각 국에서도 개봉되었다. 또 이 영화에서의 연기는 일본 아카데미상 우수 주연 여우상을 수상했다.
- 2013년 말에는 스페셜 드라마 《시계방의 딸》에서 주연을 맡았다.
- 2014년 4월부터 방송된 《퍼스트 클래스》으로 8년만에 지상파 연속 TV 드라마의 주연을 맡았다. 심야 방송에도 불구하고 시청률 10%를 넘는 성공을 거뒀다. 같은 해 10월 속편 '일류'가 종영하는 불과 3개월이라는 후지 TV에서 사상 첫 최소 시리즈 2번째 방송 시작되었다.
- 2015년 4월 연속 드라마의 《어서 오세요, 우리 집에》로 최초의 후지 TV 게츠쿠 드라마의 여주인공 역을 맡았다.
- 2015년 5월 개봉된 영화 《신쥬쿠 스완》으로 여주인공 아게하 역을 맡아 흥행수입 랭킹에서 1위를 기록했다.
- 2016년 1월 《오오쿠》 (후지 TV)에서 시대극 첫 주연을 맡았다.
- 2016년 8월 여주인공 역을 맡은 《24시간 TV》의 스페셜 드라마 〈먼눈의 요시노리 선생님 ~빛을 잃어버려 마음이 보였다~〉 (NTV)의 시청률이 20.5%를 기록했다.
- 2016년 10월 NHK BS 프리미엄 다큐멘터리 《어나더 스토리 운명의 분기점》 의 레귤러 MC를 맡았다.

### 새로운 사무소
2010년 3월 스페인에 개인 사무소 「L extra tele Tre」(스페인어로 '외계인'을 의미한다)를 설립해, 연예 활동을 복귀한다고 알려졌다. CM에는 다수 출연하고 있었지만, 본격적으로 연예 활동을 복귀하는 것은 약 2년만이 된다. 또, 마드리드를 거점으로 활동할 예정인 것도 함께 알려졌다.

### 업무 제휴 계약
2011년 4월 1일 에이벡스 매니지먼트 주식 회사와 업무 제휴 계약을 체결했다.

### 사생활
2008년 12월 크리에이터 타카시로 츠요시와의 결혼을 발표. 2009년 1월 7일에 입적. 같은 달 19일에 메이지 신궁에서 결혼식, 25일에 하와이에서 결혼 피로연을 각각 행했다. 하지만 2010년 4월 27일 이혼 의사를 표명하고, 2011년 5월 16일 타카시로 츠요시와 이혼서 제출. 2013년 12월 28일에 이혼이 성립되었다.

### 불법 마약 사건
- 2019년 11월에 합성 약물 엑스터시(MDMA)를 마약 소지한 혐의로 체포되었다[4]가, 자신의 혐의를 인정한 것으로 알려졌다.

## 인물

### 인물상
시원시원한 성격으로, 본인도 자신을 남자같은 성격이라고 말한다.
원래는 천연 파마로, 《니콜라》 모델 시절 초기 사진은 뱅글뱅글 헤어였다. 당시 게재된 프로필 소개에, 자신의 좋아하는 부분과 싫어하는 부분은 무엇이냐는 질문에 “싫어하는 부분도 좋아하는 부분도 천연 파마인 점”이라 대답했다.
2006년 쯤부터 지상파, BS, CS를 포함해 TV 프로그램을 전혀 보지 않는 생활을 하고 있다. 집의 TV에는 안테나 선도 연결되어 있지 않고, DVD 관상용 모니터로만 사용하고 있다.
아이돌 시절의 꿈은 배우나 헤어·메이크업 아티스트가 되는 것이었다. 지금도 사진, CM, 무대 인사 등에서의 메이크는 대부분 자신이 한다.
그 행동으로부터 〈에리카 님〉, 〈여왕 님〉이라 일부 미디어가 호칭하고 있다. 인터넷이나 잡지 등에서 소문이 났던 〈사와지리회〉의 존재는 완전 부정하고 있다. 소문의 한편의 당사자였던 나가사와 마사미를 자신의 라디오 프로그램 게스트로 불러 즐겁게 이야기하는 모습이 방송되어 있다.

### 일
배우로서의 폴리시는, 우선 각본을 읽고, 그 역을 이미지 할 수 있는가가 중요한 부분으로, 이미지 되면 하고, 안 되면 하지 않는다. 역에 들어가 있을 때에는 집중하므로, 그 후 휴가를 잡아 〈역 떨어뜨리기〉를 하지 않으면 다음 작품에 들어가지 않는다.
2012년 5월 일련의 소동 후의 본격적 배우 복귀 주연작이 된 영화 《헬터 스켈터》에서는, 리리코 역에 깊이 들어가, 니나가와 미카 감독은 “현장에서의 그녀는 리리코 그 자체였다”라고 말했다.

### 교우 관계
독일의 인기 그룹 shanadoo의 멤버 후쿠 아이미는 초등학교·중학교 동창으로 함께 연예계에 들어간 친구이다. 또한 여배우의 이와사 마유코와 아비루 유, 카타세 나나, 고등학교 동창인 카시이 유우, 마리, 사에코, 우치야마 리나, 카가미 세이라, 포토그래퍼 겸 영화감독의 니나가와 미카, 배우 마츠다 쇼타, 아야노 고, 전 배우로 DJ의 코바시 영리 등과 사이가 좋고 그 외에는 쇼후쿠테이 츠루베와도 친분이 있는 등 폭 넓은 인맥을 갖고 있다.

### 생활·취미·가족
아버지는 일본인, 어머니는 알제리계 프랑스인(알제리에서 태어나고 프랑스에서 자란 베르베르인)의 혼혈로, 3형제 중 막내이다. 아버지는 에도노코반 외, 16마리의 경주마를 소유하고 있던 마주였지만, 9살 때에 실종, 중학교 3학년 때에 집에 돌아왔지만, 그 해 암으로 사망. 어머니는 이전, 지중해 레스토랑을 경영. 가게에는 사와지리의 포스터가 붙여 있어, 사와지리도 가끔 가게를 돕고 있었다. 이 레스토랑은 영업을 종료했다. 둘째 오빠는 고교 1학년 때에 교통 사고로 사망. 첫째 오빠는 전 배우. 가족과 무척 사이가 좋고, 사와지리는 “〈소중〉이란 단어는 다 표현할 수 없을 정도의 강한 힘으로 맺어 있다”고 말하고 있다. 드라마나 영화의 촬영 후에는 가족 여행을 가는 일이 많아, 《태양의 노래》 촬영 후에는 가족과 오키나와 여행을 갔다.
지금까지 살아온 인생에서, 잊을 수 없는 한 책으로, 키우치 츠루히코의 〈사는 방법은 별하늘이 가르쳐 준다〉를 들고 있다.
아버지의 영향으로, 어렸을 때부터 말에 친숙해, 승마가 특기이다. 댄스를 배웠던 때가 있다. 음악은 “좋아”라는 레벨이 아니라, 살아가는데 없어서는 안 될 일부이다.

## 6개조 서약서
개인 사무소 「L extra tele Tre」에서 언론 측에 제출한 6개조 서약서의 요약.
1. 정보나 성명은 정확하게 전한다. 왜곡이나 오해를 부르는 것을 삼간다.
2. 정보를 공개하기 전에 그 신빙성을 충분히 확인해, 근거 없는 소문은 공개하지 않는다.
3. 일방적이고 굴욕적인 표현이나 모멸 표현을 사용하지 않고, 명예 훼손할만한 코멘트는 하지 않는다.
4. 사생활이나 프라이버시에 관계되는 정보는 허가없이 공개하지 않는다.
5. 부정확, 유해한 정보를 공개하면 정정한다.
6. 사생활 등을 촬영한 영상, 사진은 허가없이 공개하지 않는다[14].

### 반응
저널리스트·사사키 토시나오는, 6개조에 대해 트위터상에서 “지극히 정직한 서약서. 왜 사인하지 못 하는 걸까?”
라고 말했다.
스퀘어 에닉스 사장·와다 요이치도 “이거 싸인 못 한다니 대단해”라며 놀랐다.

## 출연 작품
역할의 굵은 표시는 주연 작품

### 영화
| 개봉일자         | 제목                                   | 역할                   | 배급사                   |
| ---------------- | -------------------------------------- | ---------------------- | ------------------------ |
| 2004년 2월 28일  | 문제없는 우리                          | 신타니 마키            | 레전드 픽처스            |
| 2005년 1월 22일  | 박치기!                                | 리경자 (히로인)        | 시네콰논                 |
| 2005년 4월 16일  | 아수라성의 눈동자                      | 야치                   | 쇼치쿠                   |
| 2005년 9월 16일  | SHINOBI -시노비-                       | 호타루                 | 쇼치쿠                   |
| 2006년 5월 13일  | 마미야 형제                            | 혼마 나오미 (히로인)   | 아스믹 에이스            |
| 2006년 9월 16일  | 슈가 앤 스파이스 - 풍미절가            | 와타나베 노리코        | 도호                     |
| 2006년 9월 30일  | 유실물                                 | 기무라 나나            | 쇼치쿠                   |
| 2006년 10월 21일 | 천사의 알                              | 사이토 나츠키 (히로인) | 쇼치쿠                   |
| 2006년 11월 3일  | 편지                                   | 시라이시 유미코        | 가가                     |
| 2007년 9월 29일  | 클로즈드 노트                          | 호리이 카에            | 도호                     |
| 2012년 7월 14일  | 헬터 스켈터                            | 리리코                 | 아스믹 에이스            |
| 2015년 5월 30일  | 신쥬쿠 스완                            | 아게하 (히로인)        | 소니 픽처스 엔터테인먼트 |
| 2018년 2월 1일   | 불능범                                 | 타다 토모코            | 쇼게이트                 |
| 2018년 6월 23일  | 고양이는 안는 것                       | 오이시 사오리          | 키노 필름                |
| 2018년 9월 21일  | 먹는 여자                              | 코무기다 케이코        | 도에이                   |
| 2018년 10월 19일 | 억남                                   | 야스다 토와코          | 도호                     |
| 2019년 9월 13일  | 인간 실격 다자이 오사무와 3명의 여자들 | 오타 시즈코 (히로인)   | 쇼치쿠                   |

### 텔레비전 드라마
| 방송일자               | 제목                                                                        | 역할                     | 방송사             |
| ---------------------- | --------------------------------------------------------------------------- | ------------------------ | ------------------ |
| 2003년 2월 2일         | 노스 포인트                                                                 | 이와사 마미              | 홋카이도 문화 방송 |
| 2003년 4월 ~ 6월       | 핫 맨                                                                       | 아키가와 사츠키          | TBS                |
| 2003년 7월 ~ 9월       | 어느 여름의 아빠에게                                                        | 사츠키                   | TBS                |
| 2004년 1월 ~ 3월       | 벚꽃 필 때까지                                                              | 와카바야시 나오코        | MBS                |
| 2004년 2월 11일        | 겨울 하늘에 달은 빛난다                                                     | 빈칸                     | 후지 TV            |
| 2004년 4월 3일         | 천국에의 응원가 치어즈                                                      | 아키가와 유카리          | NTV                |
| 2004년 11월 23일       | 무명                                                                        | 빈칸                     | TBS                |
| 2005년 4월 ~ 6월       | 귀여워                                                                      | 키자키 호노카            | TBS                |
| 2005년 9월 10일        | 영의 저편에~THE WINDS OF GOD~                                               | 오오하라 미사키 (히로인) | TV 아사히          |
| 2005년 10월 ~ 12월     | 1리터의 눈물                                                                | 이케우치 아야            | 후지 TV            |
| 2006년 7월 ~ 9월       | 태양의 노래                                                                 | 아마네 카오루            | TBS                |
| 2006년 10월 22일       | 천사의 사다리                                                               | 사이토 나츠키            | TV 아사히          |
| 2007년 4월 5일         | 1리터의 눈물 특별편~추억~                                                   | 이케우치 아야            | 후지 TV            |
| 2012년 4월 30일        | 악녀에 대해서                                                               | 토미노코지 마사코        | TBS                |
| 2013년 11월 18일       | 시계방의 딸                                                                 | 미야하라 료              | TBS                |
| 2014년 4월 ~ 6월       | 퍼스트 클래스                                                               | 요시나리 치나미          | 후지 TV            |
| 2014년 10월 ~ 12월     | 퍼스트 클래스 2                                                             | 요시나리 치나미          | 후지 TV            |
| 2015년 4월 ~ 6월       | 어서 오세요, 우리 집에                                                      | 칸도리 아스카 (히로인)   | 후지 TV            |
| 2016년 1월 22일        | 오오쿠 제1부 〈최흉의 여자〉                                                | 오미요                   | 후지 TV            |
| 2016년 1월 29일        | 오오쿠 제2부 〈비극의 자매〉                                                | 우메                     | 후지 TV            |
| 2016년 8월 27일        | 24시간 TV SP 드라마 〈먼눈의 요시노리 선생님~빛을 잃어버려 마음이 보였다~〉 | 아라이 마유미 (히로인)   | NTV                |
| 2017년 4월 ~ 6월       | 어머니가 된다                                                               | 카시와자키 유이          | NTV                |
| 2018년 7월 ~ 9월       | 하게타카                                                                    | 마츠다 타카코 (히로인)   | TV 아사히          |
| 2019년 5월 22일 ~ 26일 | 하얀 거탑                                                                   | 하나모리 케이코 (히로인) | TV 아사히          |

### WEB·전달 드라마
- L et M 내가 당신을 사랑하는 이유, 그 외의 이야기 (2012년 2월 1일 ~ 4월 9일, BeeTV) - 노에루, 에무 (1인 2역) 역
- 불능범 (2017년 12월 ~ 2018년 1월, dTV) - 타다 토모코 (히로인) 역

### WEB 영화
- Like A Rolling Stone. ※〈키시릿슈〉 캠페인에 의한 웹 한정 영화.
- TREEHOUSE (2013년) - 영화배우 역

## 그 외 출연

### 버라이어티
- Harajuku 론챠즈 (2001년, BS 아사히)
- THE 밤도 힙파레 (2002년, NTV)
- 초 VIP 「행운의 문」(2002년, 후지 TV)
- B-1 (2002년 ~ 2003년, TBS)
- 아이돌 도로 (2003년 ~ 2004년, 후지 TV)
- 어나더 스토리 운명의 분기점 (2016년 10월 ~ 2018년 10월 30일, NHK BS 프리미엄) - MC

### PV
- ZEEBRA 〈BIG BIG MONEY feat. HIRO〉 (2003년)
- 키시단 〈SECRET LOVE STORY〉 (2003년)
- RIP SLYME 〈Hey Brother〉 - 영화 《마미야 형제》의 영상에서 (2005년)
- Kaoru Amane 〈태양의 노래〉 (2006년)
- 카토 미리야 〈I WILL〉 - 영화 《유실물》의 영상에서 (2006년)
- SunSet Swish 〈그대가 있으니까〉 (2006년) - 영화 《천사의 알》의 영상에서 (2006년)
- 타카하시 히토미 〈코모레비〉  - 영화 《편지》의 영상에서 (2006년)
- 오하시 트리오 〈MAGIC〉 - 영화 《TREEHOUSE》의 영상에서 (2013년)

### 라디오
- @ llnightnippon.com (2002년 9월 13일, 닛폰 방송) - 퍼스널리티
- 사와지리 에리카 REAL ERIKA (2007년 1월 ~ 6월, NACK5) - 퍼스널리티

### 전시회
- SPACE FOR YOUR FUTURE 2007 - 예술과 디자인의 유전자를 재편성 (도쿄 현대 미술관)
  - 기간 : 2007년 10월 27일 (토) ~ 2008년 1월 20일 (일) 〈100 ERIKAS〉 다나카 노리유키

- 아르스 일렉트로니카 2009 - HUMAN NATURE 상설
  - 〈100 ERIKAS〉

### 광고(CM)
- 일본 원예 농업 협동 조합 연합회 〈귤〉편 (2004년)
- NTT 동일본 〈후렛트 전화〉편, 〈절제 여섯, 잔류〉편 (2005년)
- 일본 퍼스트 증권 (2005년)
- 야마히사 (2005년)
- SonyMusic K 〈Beyond the Sea〉 (2006년)
- ANA 〈LIVE/중국/ANA〉 (2006년)
- 가네보 (2006년 ~ 2009년)
  - 가네보 코스메 〈SALA〉 (2006년 ~ 2008년)
  - COFFRET D'OR (2007년 ~ 2009년)
- 메이지 제과 (2006년 ~ 2007년)
  - XYLISH (2006년 ~ 2007년)
  - 메이지 초콜릿 〈수제 초콜릿 레시피 일어나라, 조시 !!〉 발렌타인 캠페인 (2007년)
  - Fran Aromatier (2007년)
- Sony Ericsson 〈W51S〉, 〈W52S〉, 〈W53S〉 (2007년)
- 산토리 음료·PEPSI 〈펩시 NEX ZERO〉 (2007년)
- 스바루 (2007년)
- 에스테티크 살롱·타카노 유리 뷰티 클리닉 (2010년 ~ 2011년)
- Schwarzkopf & Henkel K.K.·syoss (2010년 ~ 2011년)
- 스니커즈 (2011년)
- 파르코 〈2012년 여름 세일〉 (2012년)
- LAVONS LE LINGE (2013년)
- 요메이슈 세이조·먹기 전에 양치질 루루 식초 (2014년 ~ 2015년)
- 24h 코스메 (2014년 ~ 2015년)
- 프리마 앱 Fril (2014년)
- NIFTY NifMo (2014년)
- 산토리 맥주 〈호로요이〉 (2015년 ~ 2019년)
- 라이온 〈Ban 땀 블록 롤 온 프리미엄 라벨〉 (2016년)
- 에스에스 제약 〈하이티올 B 클리어〉 (2016년 ~ 2019년)
- 아이세이 〈에버 컬러 원데이 시리즈〉 (2016년)
- 휴먼 트러스트 〈큐리카 월급 수시로 지불 서비스〉 (2017년)
- 맨담 〈배리어 리페어〉 (2018년 ~ 2019년)
- avex trax / BoA 〈나는 이대로 괜찮을까〉 싱글 CM (2018년)
- 프록터 앤드 갬블(P&G) 재팬 〈레노아 해피니스 자연 향기〉 (2018년 ~ 2019년)
- indeed (2019년)

### 모델·이미지 캐릭터
- actus color's (2012년) - 이미지 캐릭터
- Orgenoa (2013년) - 이미지 캐릭터
- Reinest (2014년) - 이미지 캐릭터
- 에버 컬러 원데이 (2016년) - 이미지 캐릭터
- CYURICA (큐리카) (2017년) - 이미지 캐릭터

## 음악

### Kaoru Amane 명의

#### 싱글
- 태양의 노래 (2006년 8월 30일)

### ERIKA 명의
ERIKA(일본어: エリカ)는 프랑스 파리 출신이라는 설정으로 데뷔한 사와지리의 가수 명의이다. SonyMusic 소속. 공식적으로는 어디까지나 사와지리 에리카와 다른 사람으로 되어 있지만, 이 항목에서는 동일 인물로 취급한다.

#### 싱글
- FREE (2007년 7월 4일)
- Destination Nowhere (2007년 11월 28일)
- Treasure (〈ERIKA × STUDIO APARTMENT〉 명의) (2010년 5월 22일 ~ 5월 31일 기간 한정 무료 전달) (다운로드만 CD화는 미정)

#### 참여 작품
- 내일 웃을 수 있도록 (2014년 4월, 도쿄 푸딩과 소중한 친구들)

## 서적·비디오

### 사진집
- P-chu! (2002년 12월 1일, 와니북스) ISBN 4-8470-2736-1
- erika (2004년 4월 17일, 가쿠슈 켄큐샤) ISBN 4-05-401973-0
- ERIKA 2007 (2007년 8월 29일, SDP) ISBN 978-4-903620-13-8
- 미녀 채집 Asami Kiyokawa Catch the Girl (2007년 12월 15일, INFAS 퍼블리케이션즈)
- 100+1 ERIKAS (2010년 7월 2일, 아사히 출판사) ISBN 978-4-255-00534-8

### 관련 서적
- 슈가 앤 스파이스 - 풍미절가 VISUAL BOOK (2006년 8월 24일, SDP) ISBN 4-903620-00-X
- Enjoy Movie 영화 「클로즈드 노트」특집 (2006년 8월 23일, SDP) ISBN 978-4-903620-17-6

### 이미지 비디오
- 후지 TV 비주얼 퀸 오브 더 이어 '02 (2002년, 포니 캐년)
- Ca va? (2002년, 와니북스)
- D-Splash! (2003년, 킹 레코드)
- Erica (2003년, 각켄 홀딩스)
- COLOR (2005년, 포사이드 닷컴)

### 탐색 비디오
- 클로즈드 노트 MUSIC MOVIE with YUI (2007년, 소니 뮤직 레코드)

## 수상 경력
| 연도   | 시상식                       | 부문             | 작품                                |
| ------ | ---------------------------- | ---------------- | ----------------------------------- |
| 2006년 | 제29회 일본 아카데미상       | 신인 배우상      | 박치기!                             |
| 2006년 | 제29회 일본 아카데미상       | 화제상(배우부문) | 박치기!                             |
| 2006년 | 제79회 키네마 준보 베스트 텐 | 신인 여우상      | 박치기!, 아수라성의 눈동자, SHINOBI |
| 2006년 | 제18회 닛칸 스포츠 영화 대상 | 신인상           | 박치기!                             |
| 2006년 | 제30회 호치 영화상           | 최우수 신인상    | 박치기!                             |
| 2006년 | 제27회 요코하마 영화제       | 최우수 신인상    | 박치기!                             |
| 2006년 | 제15회 도쿄 스포츠 영화 대상 | 최우수 신인상    | SHINOBI, 박치기!                    |
| 2006년 | 엘란도르상                   | 신인상           | 1리터의 눈물, 박치기!               |
| 2006년 | 제43회 골든 애로상           | 신인상           | 1리터의 눈물, 박치기!               |
| 2012년 | 제36회 일본 아카데미상       | 우수 여우주연상  | 헬터 스켈터                         |

### 내용주
1. ↑  사무소에 이력서를 보낼 때, 사진란에 스티커 사진을 붙여 제출했다(멘토레G (2007년 9월 16일, 후지 TV)에서, 사와지리가 언급).
2. ↑  사와지리 “여왕 님”이 무대 인사에서 무언, 질문에도 『별로…』 (2007년 9월 30일, 산케이 스포츠)]
3. ↑  나이나이 사이즈 (2007년 9월 22일, NTV). 『있을 리 없잖아요. 정말, 완전히 여러분 미디어에 휘둘리고 있어요.』라고 말했다.
4. ↑  사와지리 에리카 REAL ERIKA (2007년 6월 8일, NACK5). 나가사와의 20세 생일 축하에, 아로마 캔들과 DVD 《올모스트 페이머스》를 선물했다.
5. ↑  야기라 유야와 공동 주연
6. ↑  야마다 타카유키, 타마야마 테츠지와 트리플 주연
7. ↑  마츠자카 토리와 공동 주연
8. ↑  문화청 예술제 우수상 수상 작품
9. ↑  예술 선장 문부 과학대 신상 (방송 부문) 수상작

### 참조주
1. ↑  “「이게 내 방식」: 파문을 부르는 여배우·가수, 사와지리 에리카, 개혁을 목표로 발진”. 2012년 11월 11일에 원본 문서에서 보존된 문서. 2014년 5월 10일에 확인함.
2. ↑  사와지리 에리카, 활동 재개! 스페인에서 세계로 산케이 스포츠
3. ↑  “사와지리 에리카 부부가 아직 이혼하지 않는 이유” (일본어). 2011년 9월 19일. 2009년 11월 29일에 확인함.
4. ↑  사와지리 에리카, 마약 소지 및 복용 인정...다시금 주목[깨진 링크(과거 내용 찾기)]
5. 1 2 3  《닛케이 엔터테인먼트!》 (2006년 10월호, 닛케이 BP사)
6. ↑  키워드 “에리카 님”의 뉴스 검색 Google 뉴스
7. ↑  《ViVi》 2007년 10월호, 코단샤
8. ↑  “나처럼 되지 말아라! 실패한 아이돌의 『큰 오점』(14) 사와지리 에리카 M-1을 목표로 한 「개그 콤비」 시대”. 《Asagei plus(토쿠마문고)》. 2016년 5월 7일. 2017년 12월 9일에 원본 문서에서 보존된 문서. 2019년 11월 27일에 확인함.
9. ↑  “아비루 유우, 친구 사와지리 에리카 「나는 에리카를 응원합니다!」라고 성원!!”. 《시네마 투데이》. 2010년 5월 20일. 2019년 11월 27일에 확인함.
10. ↑  “카타세 나나 × 사와지리 에리카 후지 락 여자 대담 인터뷰! 2명의 후지 필수품과 올해 기대되는 가수는?”. 《후지 락 페스티벌》. 2017년 4월 28일. 2019년 11월 27일에 확인함.
11. ↑  “고등학교 동급생의 카시이 유우가 「에리카 답다」”. 《닛칸스포츠》. 2010년 4월 30일. 2019년 11월 27일에 확인함.
12. ↑  “사와지리 에리카 & 카가미 세이라 & 우치야마 리나, 뜻밖의 쓰리 샷이 화제!”. 《시네마 투데이》. 2015년 11월 26일. 2019년 11월 27일에 확인함.
13. ↑  멘토레G (2007년 9월 16일, 후지 TV)에서, 사와지리가 이야기
14. ↑  신 님, 부처 님, 에리카 님? 아직 KY…보도진에게 기겁 서약서 - ZAKZAK 석간 후지
15. ↑  “보관된 사본”. 2014년 5월 12일에 원본 문서에서 보존된 문서. 2014년 5월 10일에 확인함.